# İbrahim Coşkun
İbrahim Coşkun (Smirne, 15 aprile 1965) è un attore turco, noto per aver interpretato il ruolo di Selim nella serie DayDreamer - Le ali del sogno (Erkenci Kuş), per quello di Ufuk nella serie Come sorelle (Sevgili Geçmiş) e per quello di Ercüment Sengezer nella serie Mr. Wrong - Lezioni d'amore (Bay Yanlış).

## Biografia
İbrahim Coşkun è nato il 15 aprile 1965 a Smirne (Turchia), fin da piccolo ha mostrato un'inclinazione per la recitazione.

## Carriera
İbrahim Coşkun si è laureato con successo presso la facoltà di scienze del dipartimento di biologia dell'Università Ege di Smirne. nel 2006 ha fatto la sua prima apparizione come attore con il ruolo di Fatih'in Adamı nel film İlk Aşk diretto da Nihat Durak. Nel 2008 ha interpretato il ruolo di Kahveci nella serie Son Bahar. Nello stesso anno ha recitato nel film Başka Semtin Çocukları diretto da Aydin Bulut. Nel 2009 ha recitato nella serie Arka Sokaklar. Nello stesso anno ha interpretato il ruolo di Kahveci nel film Deli Deli Olma diretto da Murat Saraçoglu.
Nel 2014 ha recitato nelle serie Kaçak Gelinler e in Kaçak (nel ruolo di Avci). Nello stesso anno ha recitato nel film Hadi Insallah diretto da Ali Taner Baltaci. Nel 2016 ha recitato nella serie 46 Yok Olan. L'anno successivo, nel 2017, ha recitato nei film Ilk Öpücük diretto da Murat Onbul e in Körfez diretto da Emre Yeksan. Nel 2019 ha recitato nella serie Bizim Hikaye. Nello stesso anno è entrata a far parte del cast della serie DayDreamer - Le ali del sogno (Erkenci Kuş), nel ruolo di Selim e dove ha recitato insieme ad attori come Can Yaman e Demet Özdemir. Sempre nel 2019 ha ricoperto il ruolo di Ufuk nella serie Come sorelle (Sevgili Geçmiş).
Nel 2020 è stato scelto per interpretare il ruolo di Ercüment Sengezer nella serie Mr. Wrong - Lezioni d'amore (Bay Yanlış) e dove ha recitato insieme ad attori come Can Yaman, Özge Gürel, Cemre Gümeli e Kimya Gökçe Aytaç. Nello stesso anno ha ricoperto il ruolo di Selman Hanoglu nel film Sifir Bir diretto da Kadri Beran Taskin. Nel 2021 ha interpretato il ruolo di Cemal nella serie Hükümsüz. Nello stesso anno è entrato a far parte del cast della serie Kirik Hayatlar, nel ruolo di Tekin Yüksel.

## Filmografia

### Cinema
- İlk Aşk, regia di Nihat Durak (2006)
- Başka Semtin Çocukları, regia di Aydin Bulut (2008)
- Deli Deli Olma, regia di Murat Saraçoglu (2009)
- Hadi Insallah, regia di Ali Taner Baltaci (2014)
- Ilk Öpücük, regia di Murat Onbul (2017)
- Körfez, regia di Emre Yeksan (2017)
- Sifir Bir, regia di Kadri Beran Taskin (2020)

### Televisione
- Son Bahar – serie TV (2008)
- Arka Sokaklar – serie TV (2009)
- Kaçak Gelinler – serie TV (2014)
- Kaçak – serie TV (2014)
- 46 Yok Olan – serie TV (2016)
- Payitaht Abdülhamid – serie TV (2018)
- Bizim Hikaye – serie TV (2019)
- DayDreamer - Le ali del sogno (Erkenci Kuş) – serie TV (2019)
- Come sorelle (Sevgili Geçmiş) – serie TV (2019)
- Mr. Wrong - Lezioni d'amore (Bay Yanlış) – serie TV (2020)
- Hükümsüz – serie TV (2021)
- Kirik Hayatlar – serie TV (2021)

## Doppiatori italiani
Nelle versioni in italiano dei suoi film e delle sue serie TV, İbrahim Coşkun è stato doppiato da:
- Paolo Buglioni[12] in DayDreamer - Le ali del sogno[13], in Mr. Wrong - Lezioni d'amore[14]
- Enrico Di Troia[15] in Come sorelle[16]